# Château de Sauvages
Ne doit pas être confondu avec Château de Sauvage.
Le château de Sauvages est situé sur la commune de Beaumont-la-Ferrière, dans le département de la Nièvre.

## Historique
Le château est construit au XVIe siècle par Jacques de Morogues.
Il appartient par la suite à Pierre Babaud de la Chaussade, seigneur de Beaumont, Grenant, Sauvages, Sichamps, Guichy, etc.
Le château fait l’objet d’une inscription au titre des monuments historiques depuis 1987.

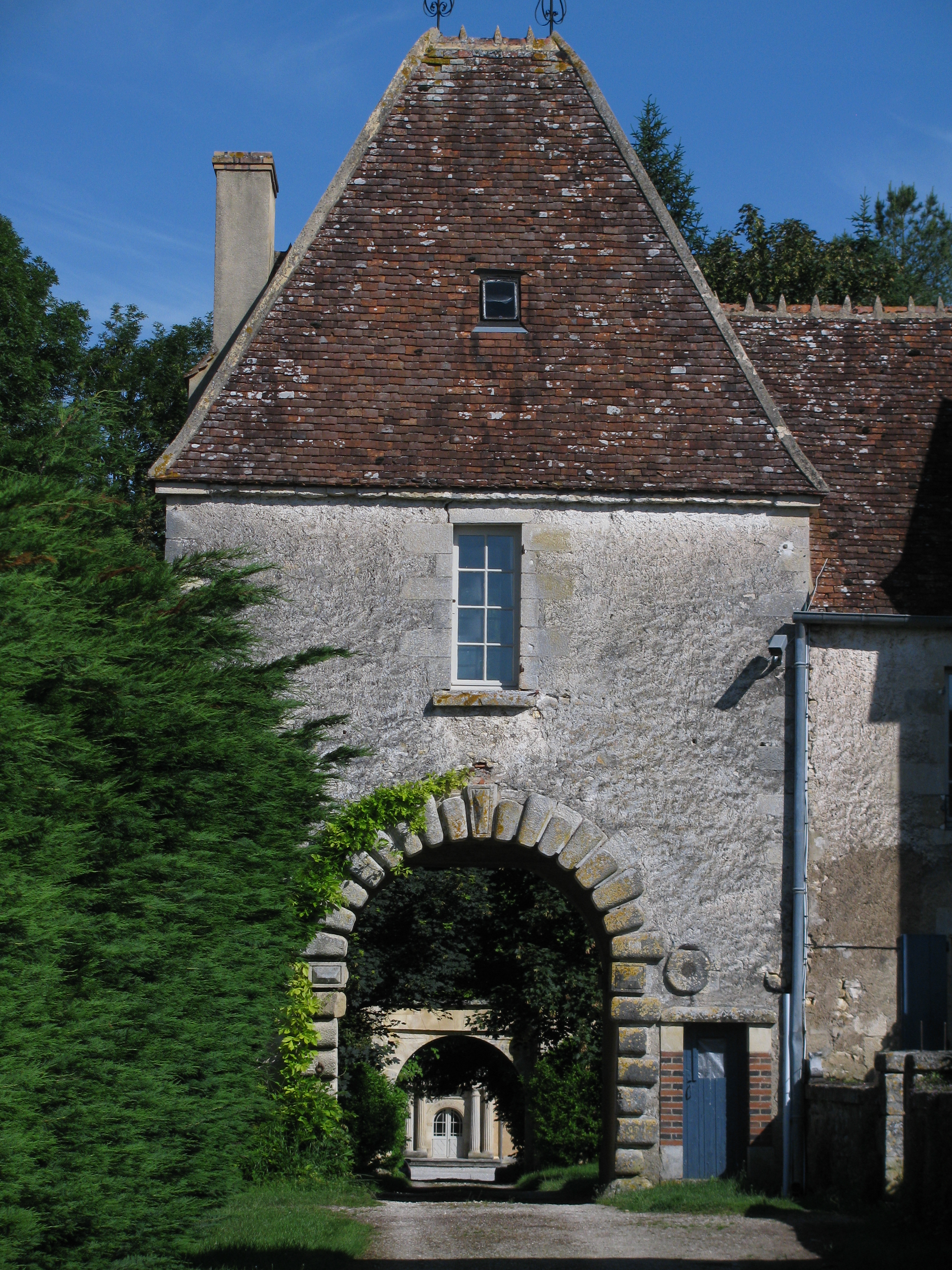
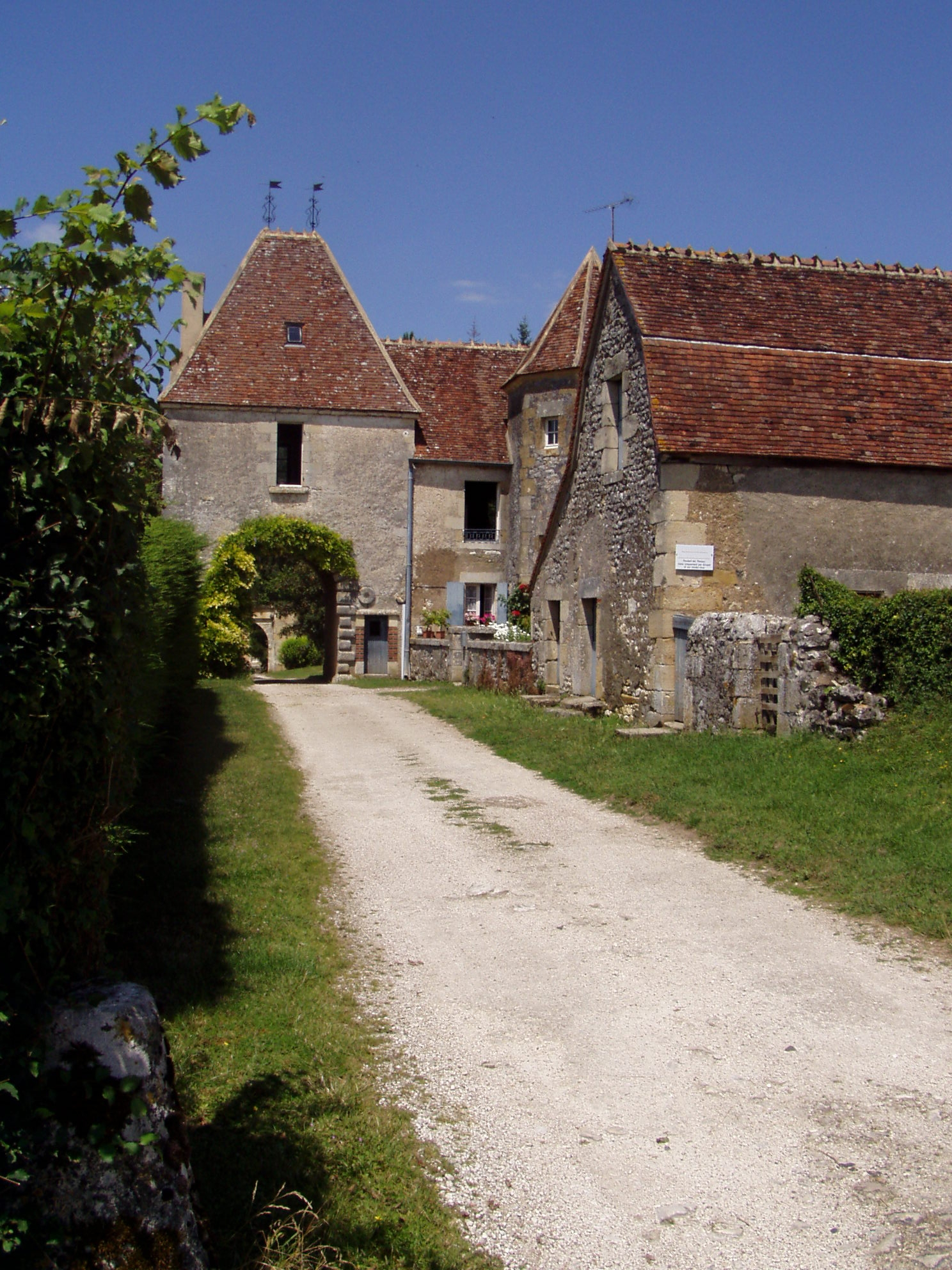
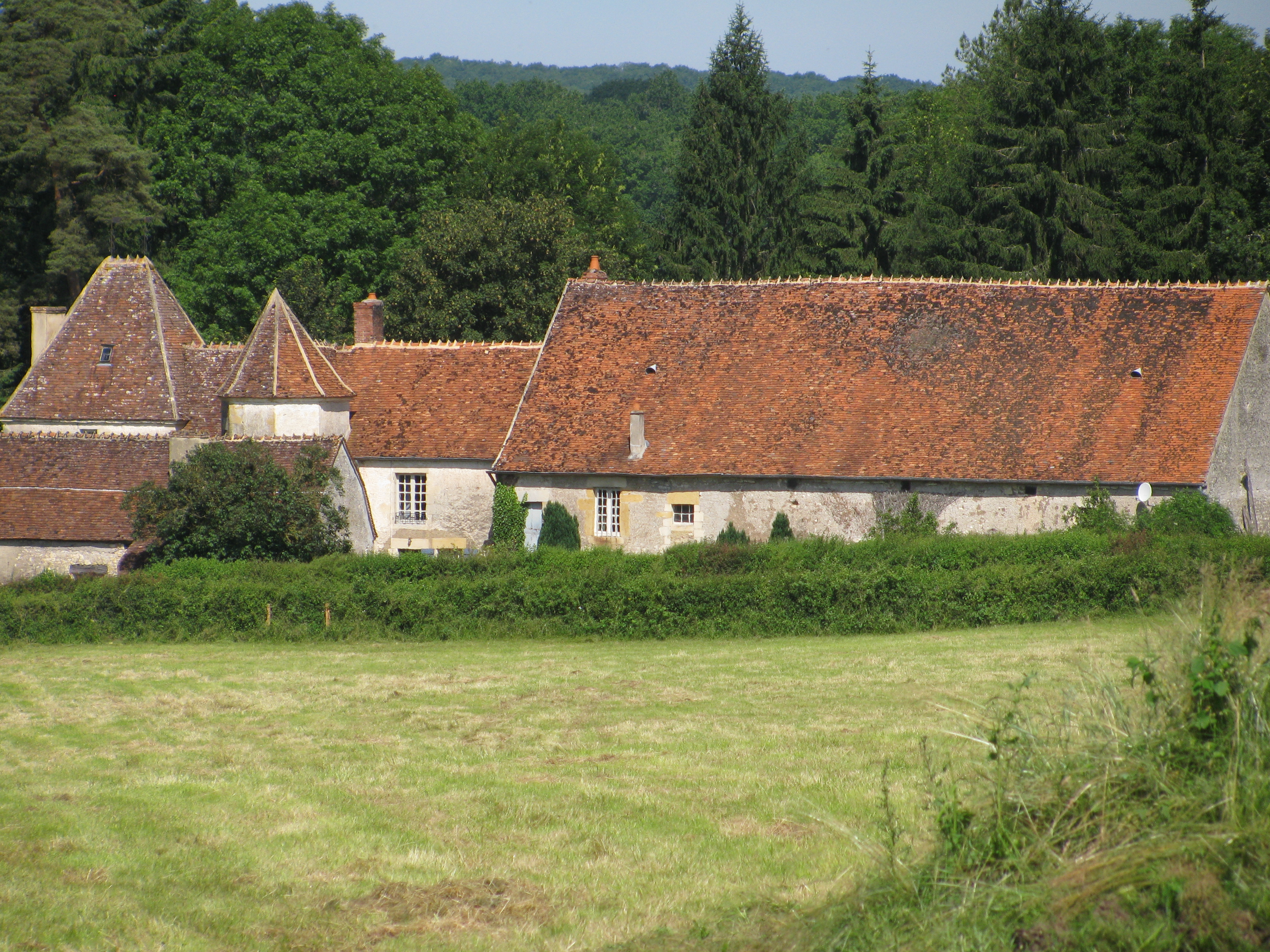